# Kylie Hutson
Pour les articles homonymes, voir Hutson.
Kylie Hutson (née le 27 novembre 1987 à Terre Haute) est une athlète américaine spécialiste du saut à la perche.

## Carrière
En juin 2011, Kylie Hutson remporte son premier titre national à l'occasion des Championnats des États-Unis 2011 de Eugene. Devançant de cinq centimètres sa compatriote Jennifer Suhr, vainqueur des cinq éditions précédentes, elle établit un nouveau record personnel en franchissant à son premier essai une barre à 4,65 m. Elle obtient sa qualification pour les Championnats du monde de Daegu.   

### Palmarès
- Championnats des États-Unis d'athlétisme :
  - Plein air : vainqueur en 2011
- Championnats NCAA :
  - Salle : vainqueur en 2009 et 2010
  - Plein air : vainqueur en 2010

### Records
| Épreuve                     | Performance | Lieu         | Date         |
| --------------------------- | ----------- | ------------ | ------------ |
| Saut à la perche            | 4,65 m      | Eugene       | 26 juin 2011 |
| Saut à la perche (en salle) | 4,50 m      | Fayetteville | 13 mars 2010 |